# Polygonum coriarium
Polygonum coriarium là một loài thực vật có hoa trong họ Rau răm. Loài này được Grig. miêu tả khoa học đầu tiên năm 1933.